# Movimiento sindical uruguayo

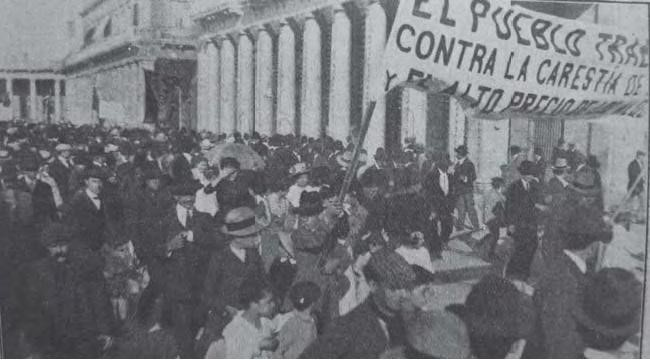
La manifestación obrera contra la carestía de la vida a la altura de la Plaza Independencia el 26 de Marzo de 1911. Fuente: “La Primer Huelga General”, Pascual Muñoz, La Turba Ediciones, Montevideo 2011.

El movimiento sindical uruguayo tiene una rica y larga historia. Con más de 100 años, surge en 1870 a partir de la creación de la Sociedad Tipográfica Montevideana. En 1875 se crea la Federación Regional de la República Oriental del Uruguay (FORU), inspirada por el contacto con la Sección Mexicana de la Asociación Internacional de Trabajadores anarquistas. 

## FORU
La FORU buscaba concientizar a los obreros de la "explotación del hombre por el hombre". En sus estatutos proponían actuar 
"para destruir todas las instituciones burguesas y políticas, hasta llegar a establecer en su lugar una Federación Libre de productores libres". En esas primeras dos décadas del siglo XX puede afirmarse que existió una importante implantación del anarquismo a través de la FORU en los sindicatos por oficio predominantes entonces, pero también en "centros de estudios", ateneos y bibliotecas. Esta estructura organizativa convivía en una estructura económica con un desarrollo fabril aun débil, con predominio de talleres y la producción artesanal, aunque algunos "servicios" -tranvías, ferrocarriles- llegaban a tener importante concentración de trabajadores."